# Zamek w Strzelcach Opolskich
Zamek w Strzelcach Opolskich – jeden z zabytków miasta Strzelce Opolskie, dawna siedziba opolskich Piastów, a następnie rezydencja hrabiów. Murowany zamek powstał między XIII a XIV wiekiem na miejscu drewnianej budowli. Został spalony w 1945 roku przez wojska radzieckie.

## Historia

### Początki zamku i panowanie Piastów

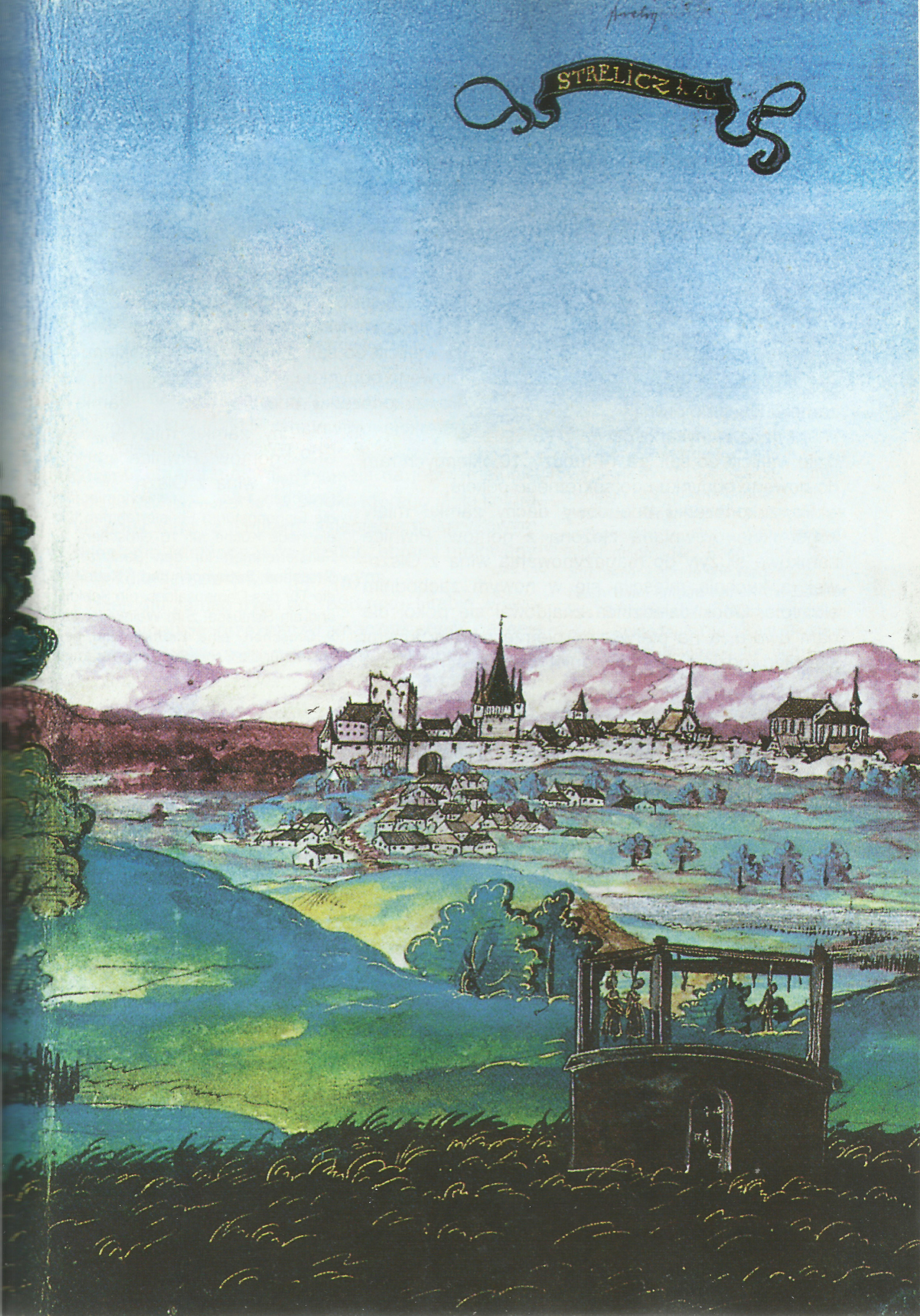
Rysunek z 1536, na którym widoczny jest pierwotny zamek strzelecki, już w złym stanie, pozbawiony dachu

Strzelce Opolskie leżały na ważnym szlaku handlowym Kraków–Wrocław–Drezno, w związku z czym pierwsza osada była siedzibą strzelców książęcych strzegących tego szlaku, zamieszkujących drewniany zamek myśliwski. Zamek stanowił element systemu obrony osady, a ponadto z niego wyruszano na polowania, jako że okolice były wielką i gęstą puszczą. Po pożarze w 1273 prawdopodobnie zaczął powstawać zamek murowany. Pierwsza wzmianka o zamku pochodzi z dokumentu Liber fundationis episcopatus Vratislaviensis z 1305, gdzie figuruje jako Castrum Strelecense. Murowany zamek był zwartą, regularną budowlą wzniesioną na planie prostokąta o wymiarach 16,1 x 13,9 m. Miał postać wieży zbudowanej z materiału wapiennego o grubości ścian dochodzących do 177–190 cm grubości. 
Pierwszym księciem samodzielnego księstwa strzeleckiego został w 1323 Albert. Albert rozpoczął przebudowę swojego zamku oraz wzniósł fortyfikacje wokół grodu. Pierwsze wzmianki o murach obronnych pochodzą z 1327. Na jednym krańcu miasta stanęła brama opolska, na drugim krakowska. Częścią muru była południowa ściana zamku. Miasto otoczone było fosą z wyjątkiem południowej części, gdzie znajdował się wał i rozległe mokradła będące naturalną przeszkodą dla najeźdźców. 

### Przejęcie posiadłości przez Ferdynanda I Habsburga i ród Colonnów

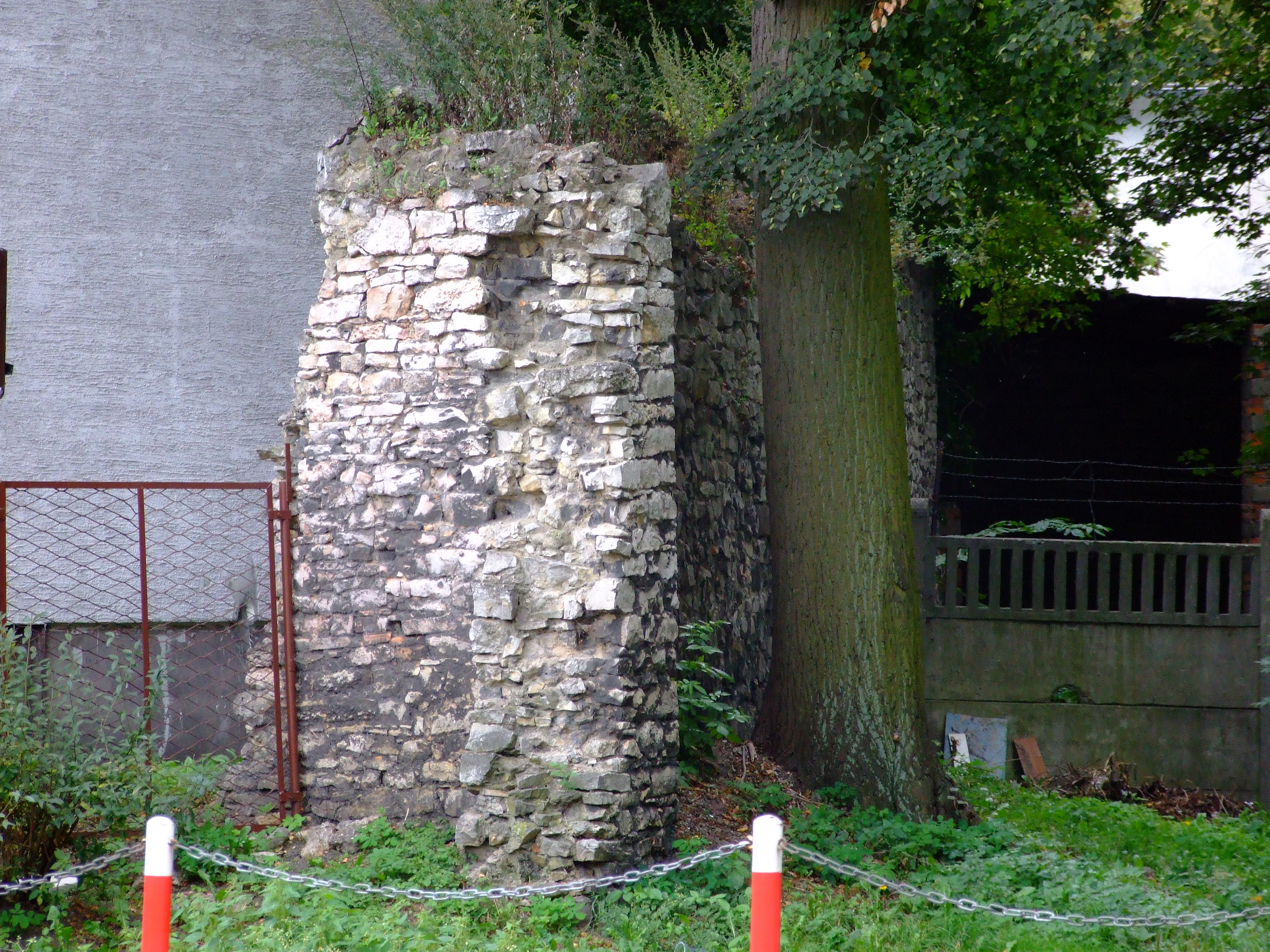
Zachowane pozostałości po murach obronnych miasta

Po śmierci Alberta jeszcze przez kilka lat w zamku mieszkała wdowa po nim – Agnieszka – aż do swojej śmierci w 1377. Następnie właścicielami księstwa strzeleckiego stali się Piastowie niemodlińscy, a po wygaśnięciu tej linii w 1382 – Piastowie opolscy. Po śmierci ostatniego z nich, Jana Dobrego, księstwo opolsko-raciborskie obejmujące Strzelce przypadło Ferdynandowi I Habsburgowi, który jednak oddał je w zastaw margrabiemu Jerzemu Hohenzollern-Ansbachowi. W związku z przejęciem sporządzono urbarz. Do 1534 zamek strzelecki składał się z kilkunastu pomieszczeń i miał co najmniej dwie kondygnacje. W najstarszej części stały kręcone drewniane schody. Był jednak wówczas budynkiem mocno zrujnowanym.
W 1562 Ferdynand I w zamian za pożyczone pieniądze oddał w dzierżawę Strzelce i okoliczne posiadłości Georgowi von Redernowi. Według opisu Rederna zamek był tak zniszczony, że tylko kilka izb nadawało się do zamieszkania, a stan murów przez brak dachu pogorszył się do tego stopnia, że nadawały się do rozbiórki. Mimo to nowy zarządca postanowił go odbudować. Prawe skrzydło zamku po stronie czworobocznego dziedzińca wzniesiono od podstaw; pozostałe części pałacu poddano gruntownej renowacji i zastosowano dach z gontów. Piwnice zamkowe służyły wówczas do przechowywania wina z Olszowej. Obok dziedzińca na parterze znajdował się pokój dla dam dworu, a na piętrze pierwszym – skarbiec rodzinny. W zachodniej części starego skrzydła znajdowała się tzw. sala na jednym słupie. Było to pomieszczenie, na środku którego stała kolumna połączona sklepieniem krzyżowym z sufitem. Odbudowa zrujnowanego zamku przebiegała w latach 1562–1596. Było to bardzo kosztowne przedsięwzięcie. Pewien udział miała w nim Rada Miejska, która ufundowała zakup 40 tys. cegieł. Syn renowatora, Georg młodszy, w 1615 kupił Strzelce, Leśnicę i tereny przyległe od cesarza Macieja z prawem dziedziczenia w linii męskiej i żeńskiej. W ten sposób miasto książęce Strzelce stało się miastem prywatnym.
Podczas wojny trzydziestoletniej miasto było wielokrotnie plądrowane i palone. Georg von Redern młodszy umarł w 1637. Strzelce stały się własnością jego siostry, następnie córki, po której dziedziczył Siegfried von Promnitz, a ten z kolei zapisał je w testamencie Gustawowi, synowi Kaspara Colonny. Z powodu jego niepełnoletniości początkowo (od 1651) władzę sprawował ojciec. Rozpoczęło to ponad 150-letnie panowanie rodu Colonna w mieście.
Syn Gustawa, Karl Samuel Colonna w 1709 rozpoczął budowę kaplicy zamkowej w zachodnim skrzydle na pierwszym piętrze. Według danych z księgi gruntowej z 1786 każdy dom w mieście, podobnie jak każdy rzemieślnik, płacił zamkowi 1 grosz czynszu. Co roku odbywały się trzy jarmarki, a każdy kram płacił po groszu. Każdy rzeźnik oddawał rocznie cztery kamienie łoju i 4 grosze. Piekarze na święta piekli pszenną struclę. Szewc płacił rocznie 9 groszy i oddawał parę butów. Cech krawców musiał wysyłać dwóch młodych mistrzów krawieckich do pracy na zamku. Ludność miasta była zatem zobowiązana do opłat i prac na rzecz zamku, a każda próba przeciwstawienia się woli pana była karana co najmniej chłostą, co było zjawiskiem powszechnym również w innych majątkach. W samym zamku pracowali tylko wybrani – najzdolniejsi kucharze w mieście, najpiękniejsze mieszkanki miasta jako służba.

### Okres rozkwitu

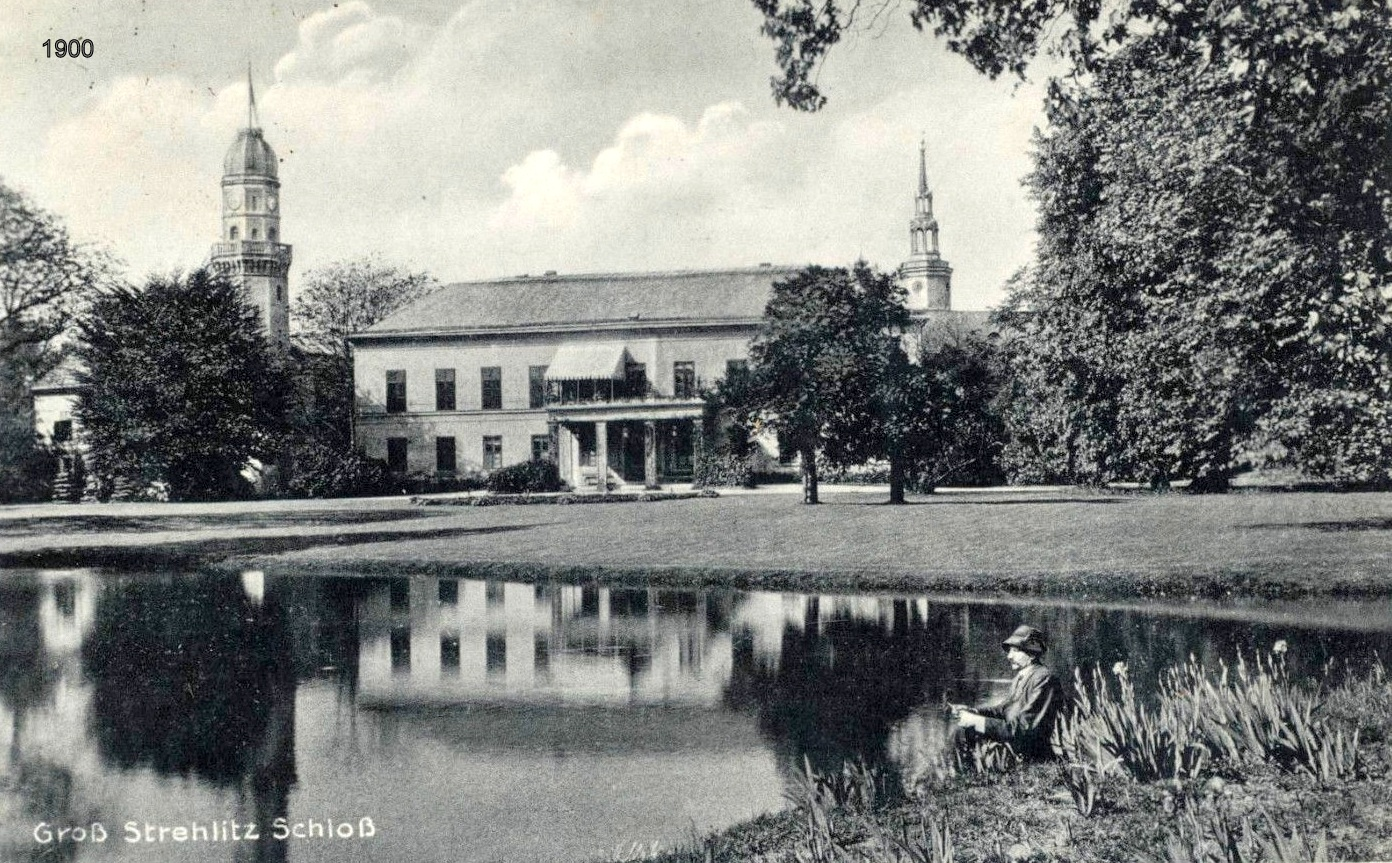
Zamek około 1900

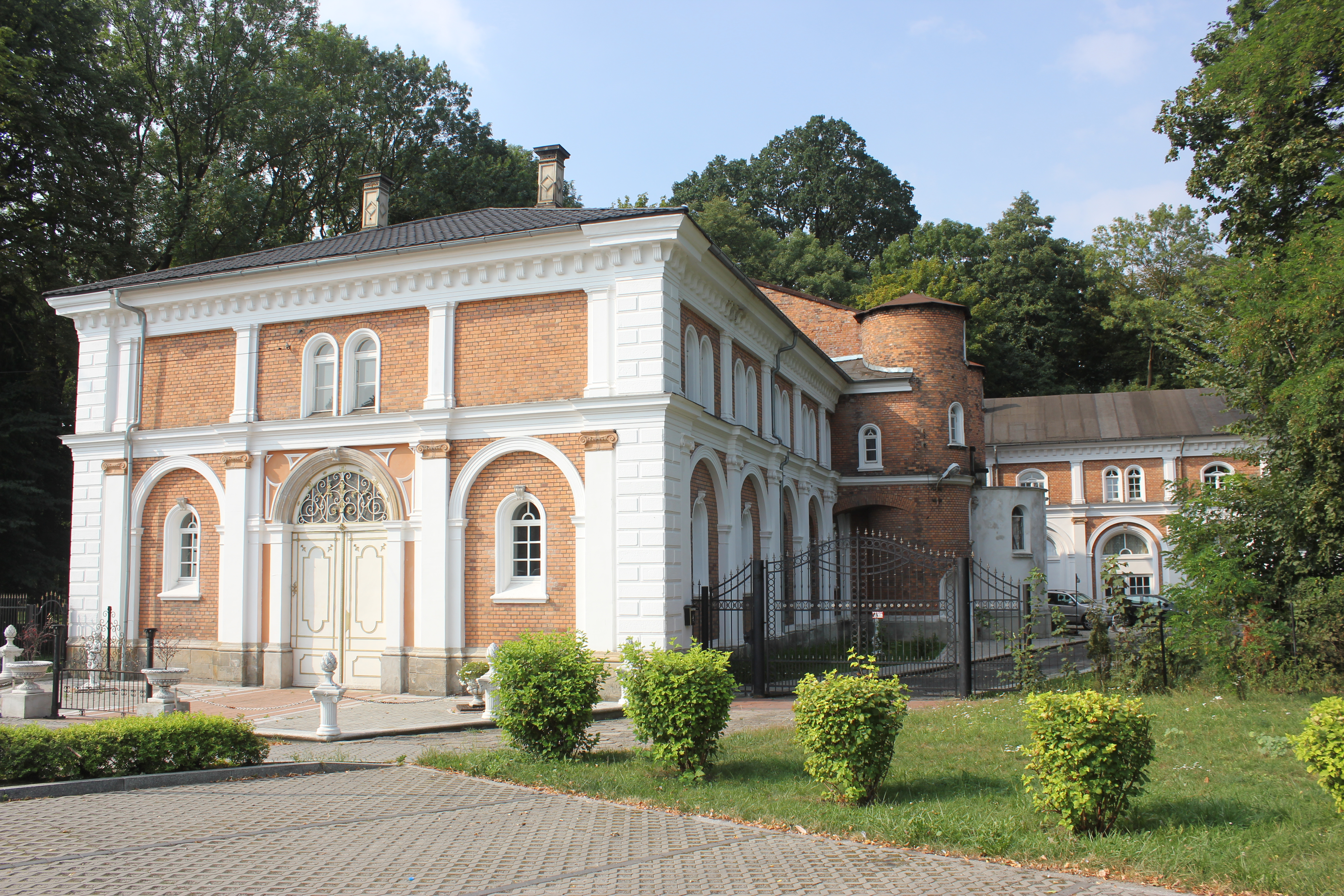
Masztalarnia obok zamku

W 1759 administracja pruska nałożyła na miasto ogromną kontrybucję, a rodzinie Colonnów ograniczono władzę administracyjną. Po bezdzietnej śmierci ostatniego przedstawiciela śląskich Colonnów Filipa w 1807 rozpoczął się spór o dziedzictwo po nim. Ostatecznie dobra strzeleckie przypadły Andrzejowi Renardowi, który objął nad nimi władzę po osiągnięciu pełnoletniości w 1815. Dla zamku rozpoczął się wówczas okres rozkwitu, ponieważ hrabia potraktował go jako swoją siedzibę rodową.

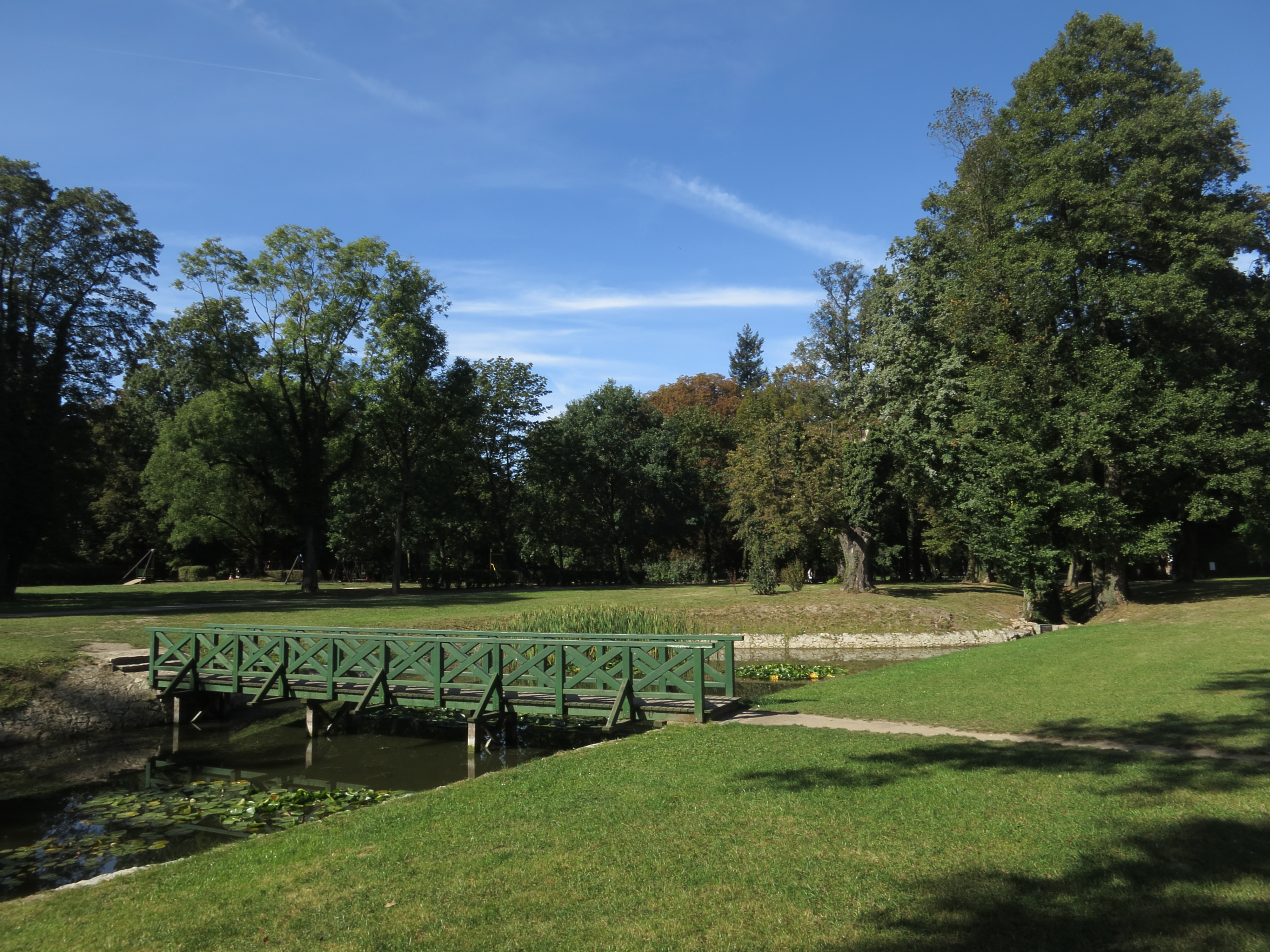
Park przed zamkiem

W związku z budową szosy z Opola do Bytomia biegnącej przez Strzelce przerwano mur miejski między Bramą Opolską a zamkiem. W 1826 zakończono budowę protestanckiego kościoła Bożego Ciała na działce podarowanej przez Renarda. Naprzeciw niego, tuż obok murów średniowiecznych w około roku 1837 dzięki inicjatywie żony – Eufemii rozpoczęto budowę kaplicy-mauzoleum według projektu Hermanna Friedricha Wäsemanna. W kaplicy odprawiano msze dla rodziny hrabiego i mieszkańców zamku, a podziemia były miejscem pochówku członków rodziny Renarda.
W 1840 rozpoczęto remont i przebudowę zamku. Powiększono zachodnie skrzydło, położono nowy tynk, wybudowano wieżę zamkową. Przy zachodnim skrzydle wzniesiono dużą stajnię, tzw. masztalarnię. Trafiały do niej konie pełnej krwi angielskiej hodowane w Olszowej. Hrabia zlecił także urządzenie parku w stylu angielskim. Wybudowano w nim oranżerię, ananasarnię, bażanciarnię, neoklasycystyczną świątynię nawiązującą architektonicznie do starożytnej Grecji, wieżę Ischl. Planowane było wzniesienie zamku myśliwskiego inspirowanego architekturą średniowiecza. Do majątku należał także okazały budynek Dyrekcji Dóbr Hrabiowskich i tzw. czworaki dworskie.

### Ostatni właściciele

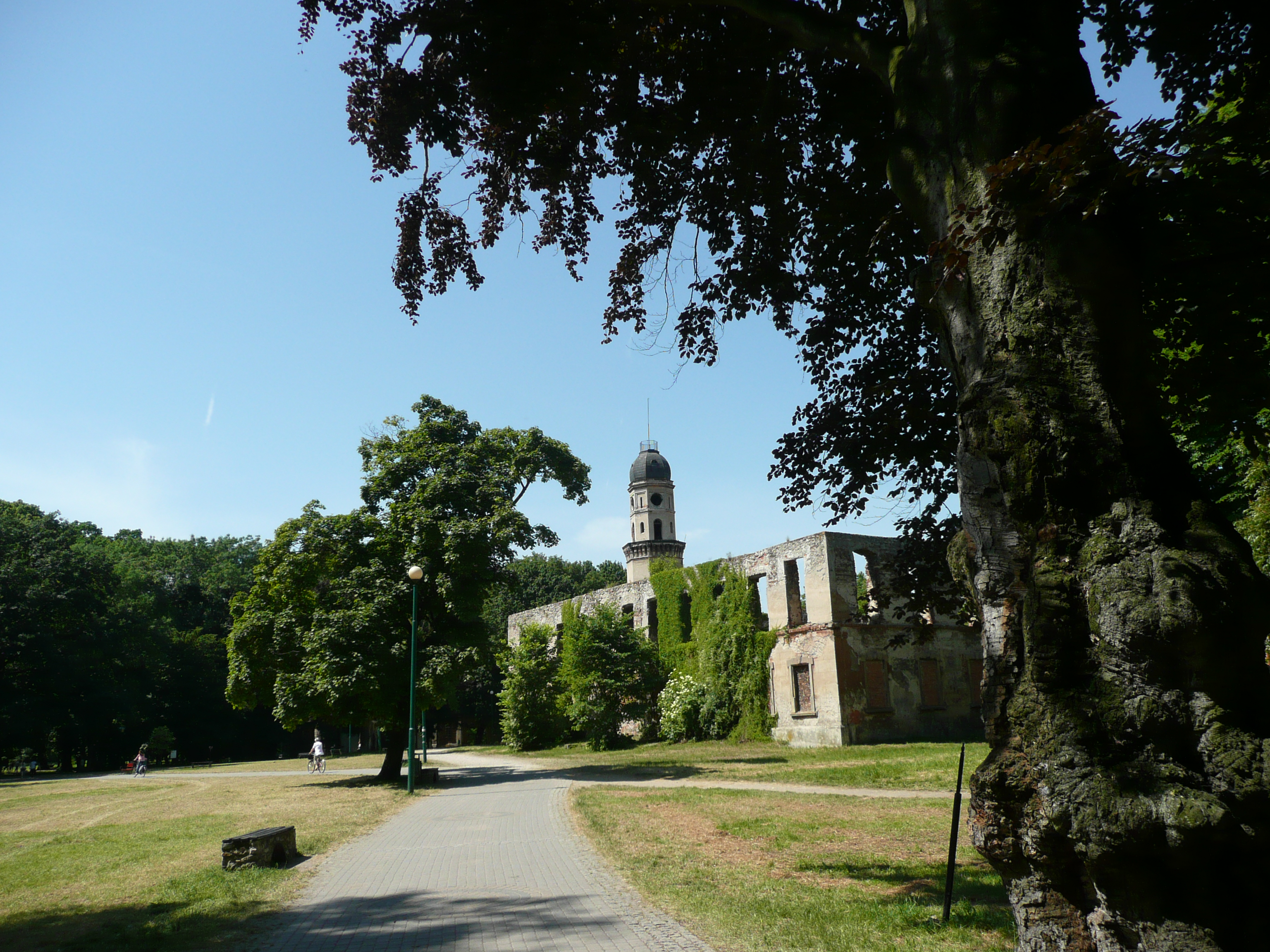
Widok na zamek z parkowej ścieżki

Kolejnymi właścicielami zamku byli wnukowie Andrzeja Renarda – Mortimer von Tschirschky, następnie Renarda Karl von Brühl i Georg von Schlieffen. Ten ostatni, z powodu braku możliwości dziedziczenia ziemi strzeleckiej przez swoje córki, po długich perypetiach zrzekł się jej na rzecz siostrzeńca Wolfganga zu Castell-Castell.
Hrabia Wolfgang od razu po wprowadzeniu się do zamku, w 1932, zmodernizował nową posiadłość. Udoskonalił system kanalizacyjny i doprowadził łazienki i toalety do standardów europejskich. Żona hrabiego Sybilla von Reuß, pozostawiając wygodne życie wśród bogatej austriackiej szlachty, uznawała przeprowadzkę do strzeleckiego zamku za wygnanie. Upust swoim emocjom dawała poprzez pisanie pamiętników, przedstawiając życie w zamku i mieście w niekorzystnym świetle. Jednak dzięki jej relacjom znany jest wygląd niektórych sal zamku. Korytarze prowadziły przez całą długość zamku i były raczej ciemne, a schody na głównej klatce bardzo strome. Pokoje nosiły nazwy od dominującego koloru w danym pomieszczeniu. Można było wyróżnić między innymi pokój drewniany, kasztanowy, salon czerwony, niebieski i biały. W jednej z jadalni na ścianach wisiały skóropodobne tapety i wielkie lustra w pozłacanych ramach. Na meblach znajdowały się posrebrzane bażanty. 
Wolfgang zu Castell-Castell zmarł w 1940 po ciężkiej chorobie. Został pochowany w strzeleckim parku. Ostatnim hrabią na strzeleckich włościach był najstarszy syn zmarłego, osiemnastoletni Prosper Castell-Castell. Wraz z matką Sybillą i bratem Lutzem mieszkali jeszcze w zamku przez pięć lat. Przetrwał on do 21 stycznia 1945, kiedy to do miasta wkroczyły radzieckie oddziały. Opuszczając Strzelce, podpalili miasto i zamek. Zniszczenia w centrum sięgały 90%.

## Legendy

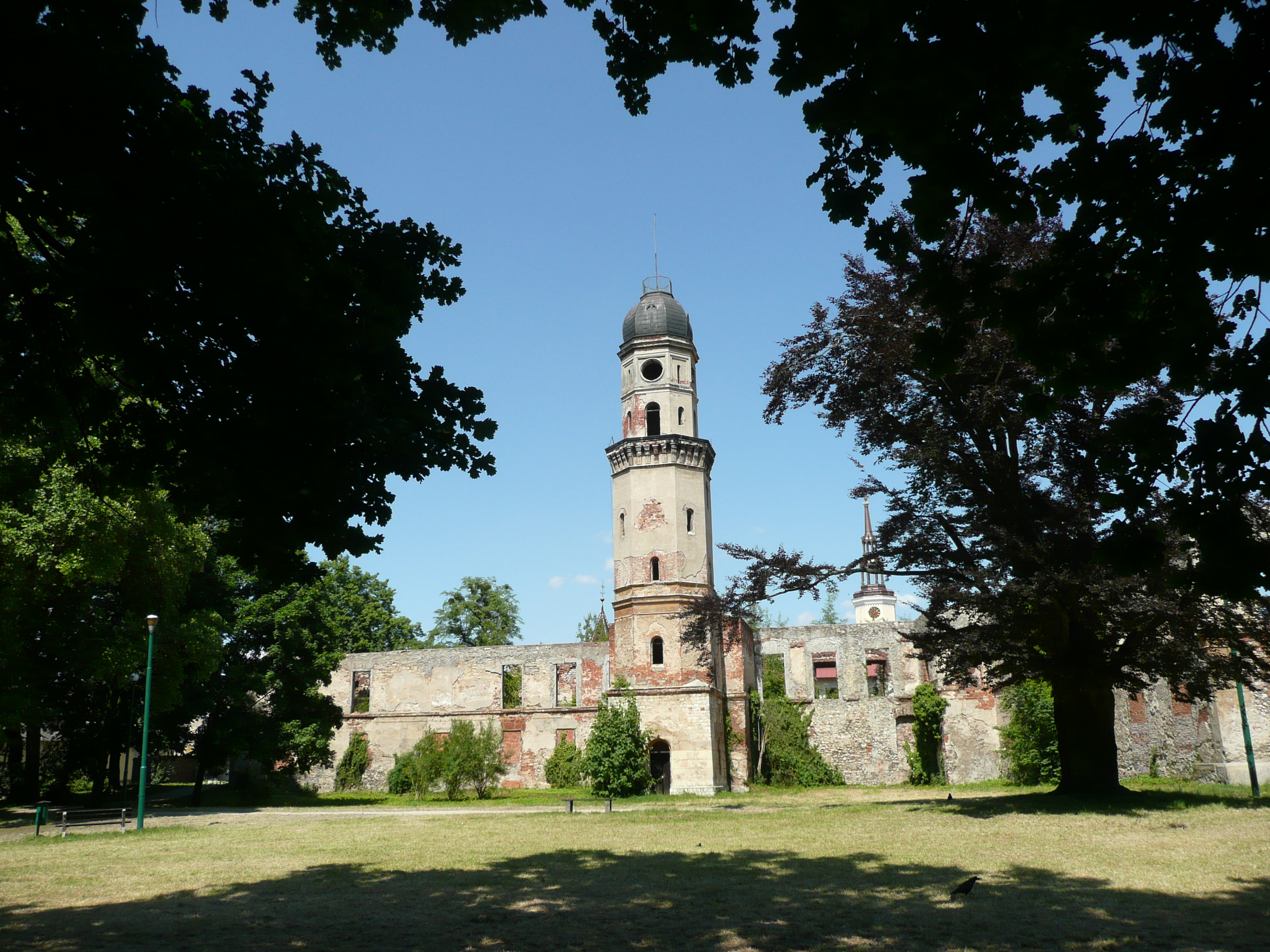
Wieża zamkowa przed renowacją

Z zamkiem strzeleckim związana jest pewna legenda. Córka Alberta strzeleckiego, Elżbieta, odznaczająca się niezwykłą urodą, poślubiła w 1359 Władysława Białego, Piasta kujawskiego. Szczęście młodej pary trwało krótko, po roku księżniczka zmarła w tajemniczych okolicznościach, prawdopodobnie w wyniku morderstwa przez wrogów Władysława. Z miłości do ojcowizny Elżbieta wróciła do zamku strzeleckiego jako duch. Chcąc ukoić zbłąkaną duszę księżniczki, żona Andrzeja Renarda – Eufemia poleciła zbudować jej pomnik. Ponieważ nie znała jej wizerunku, postanowiła nadać jej postać rzymskiej bogini Ceres.

## Odbudowa zamku
Zamek znajduje się obecnie w rękach prywatnych. Wielokrotnie planowano odbudowę zamku. Miał w nim powstać czterogwiazdkowy hotel z salami konferencyjnymi. Początkowo prace wstrzymywał wojewódzki konserwator zabytków, który nie wyrażał zgody na planowany wygląd zamku po odbudowie. Potem problemem okazało się wytyczenie dróg przeciwpożarowych. Ostatecznie prace zastopowała konieczność umieszczenia pod ziemią tysiąca ośmiometrowych żelbetowych pali dla wzmocnienia fundamentów, co okazało się być zbyt kosztowne. W 2018 udało się jednak przeprowadzić renowację zamkowej wieży.